# Amelita Alanes
Amelita Alanes (née le 28 février 1952 à La Carlota) est une athlète philippine, spécialiste des épreuves de sprint.

## Biographie
Native de La Carlota, Amelita Alanes participe aux Jeux olympiques de Munich sur trois épreuves : 100 m, 200 mètres et relais 4 × 100 mètres.
Elle remporte la médaille d'or du 100 mètres et relais 4 × 400 mètres lors des championnats d'Asie 1973, à Manille, et deux autres médailles au 200 m et 4 × 100 mètres.
En août 1974 elle établit un record national de 11 s 4 sur 100 m, dans un meeting à Marikina. Ce record sera battu en 1987 par Lydia de Vega.

### Palmarès
| Date | Compétition         | Lieu    | Résultat | Épreuve   | Performance  |
| ---- | ------------------- | ------- | -------- | --------- | ------------ |
| 1970 | Jeux asiatiques     | Bangkok | 4e       | 100 m     | 12 s 4       |
| 1970 | Jeux asiatiques     | Bangkok | 2e       | 200 m     | 25 s 2       |
| 1973 | Championnats d'Asie | Manille | 1re      | 100 m     | 11 s 6       |
| 1973 | Championnats d'Asie | Manille | 2e       | 200 m     | 25 s 0       |
| 1973 | Championnats d'Asie | Manille | 3e       | 4 × 100 m | 47 s 7       |
| 1973 | Championnats d'Asie | Manille | 1re      | 4 × 400 m | 3 min 48 s 9 |
| 1974 | Jeux asiatiques     | Téhéran | 4e       | 100 m     | 12 s 43      |
| 1974 | Jeux asiatiques     | Téhéran | 6e       | 200 m     | 25 s 19      |
| 1975 | Championnats d'Asie | Séoul   | 5e       | 200 m     | 25 s 18      |
| 1978 | Jeux asiatiques     | Bangkok | 5e       | 200 m     | 25 s 45      |
| 1978 | Jeux asiatiques     | Bangkok | 3e       | 4 × 100 m | 47 s 72      |

### Records
| Épreuve | Performance | Lieu     | Date      |
| ------- | ----------- | -------- | --------- |
| 100 m   | 11 s 4      | Marikina | août 1974 |
| 200 m   | 24 s 4      |          | 1972      |